# Захир (персонаж)
Захир (англ. Zaheer) — персонаж мультсериала «Легенда о Корре», главный антагонист третьего сезона.

## Появления

### Книга 3: Перемена
В юности Захир примкнул к ордену Красного лотоса, ответвлению ордена Белого лотоса, который стремился принести свободу в мир через хаос и анархию. За тринадцать лет до начала событий мультсериала Захир и его товарищи вместе с Уналаком (главным антагонистом Книги Второй) устроили заговор с целью похитить юную Аватара Корру, чтобы воспитать её, внушая свою идеологию. Однако вскоре Уналак предал Захира и его друзей, когда Тензин, Сокка, Зуко и Тонрак поймали их. После окончания событий Книги Второй, Захир обретает магию воздуха из-за Гармоничного сближения и сбегает из тюрьмы. Он освобождает своих союзников Газана, Пэ’Ли и Минь-Хуа, чтобы снова найти Корру. После неудачной попытки похитить её в эпизоде «Затаившийся враг», Захир сталкивается с Аватаром в мире духов. Он признаёт, что Корра заслуживает право знать, почему они её преследуют, и медленно рассказывает, пока его друзья собираются захватить тело Аватара. Захир повествует ей о большинстве своих планов, но не раскрывает, что в итоге будет с Коррой. Однако план Захира не срабатывает, и в мире людей Корру ловят солдаты Царицы Земли. Вместе с бандой он отправляется в Ба-Синг-Се, привозя царице пойманных Болина и Мако. Сначала Захир убеждает Царицу Земли отдать ему Аватара, когда её доставят, шантажируя оглаской этого инцидента, но когда сообщают, что Корра сбежала с дирижабля, на котором её везли, то анархист решает свергнуть правительницу, убивая её методом высасывания воздуха. Захир анонимно объявляет о своём поступке всему миру и призывает людей из Царства Земли к анархии.
Пока Ба-Синг-Се настигают последствия поступка Захира, он освобождает Мако и Болина из тюрьмы, но просит их передать сообщение Корре: сдаться, иначе новая возрождённая нация воздуха будет уничтожена. Красный лотос прибывает в Северный храм воздуха и захватывает Тензина, его семью и новых магов воздуха. Корра сначала принимает условия Захира и хочет сдаться, но, встретившись с ним, узнаёт, что он запер магов воздуха в неизвестном месте и не собирается их освобождать. Тогда она противостоит ему. В этой битве погибает возлюбленная Захира, Пэ’Ли, и из-за этого он, убитый горем, открывает способность летать, поскольку избавился от мирских желаний. Захир хватает Корру, и вскоре Красный лотос вводит ей яд, чтобы убить её в состоянии Аватара и завершить цикл перерождений. Однако Корра сопротивляется им и, освободившись из оков, вступает в длительную битву с Захиром, происходящую в воздухе. Яд ослабляет Корру, и Захир пытается лишить её воздуха, но терпит поражение из-за большого вихря, который образовали Джинора и маги воздуха. Внутри него Корра побеждает злодея.

### Книга 4: Равновесие
Три года спустя Корра навещает Захира в тюрьме в эпизоде «За дикими лианами», чтобы избавиться от своего страха, который не оставляет её после их битвы. Он советует ей отпустить то, что было в прошлом, и решает помочь противостоять Кувире, потому что также не доволен её деяниями, которые последовали за его поступками. Захир помогает Корре проникнуть в мир духов, где Аватар воссоединяется с Раавой и находит людей, пленённых взбесившимися лианами.

## Отзывы и критика

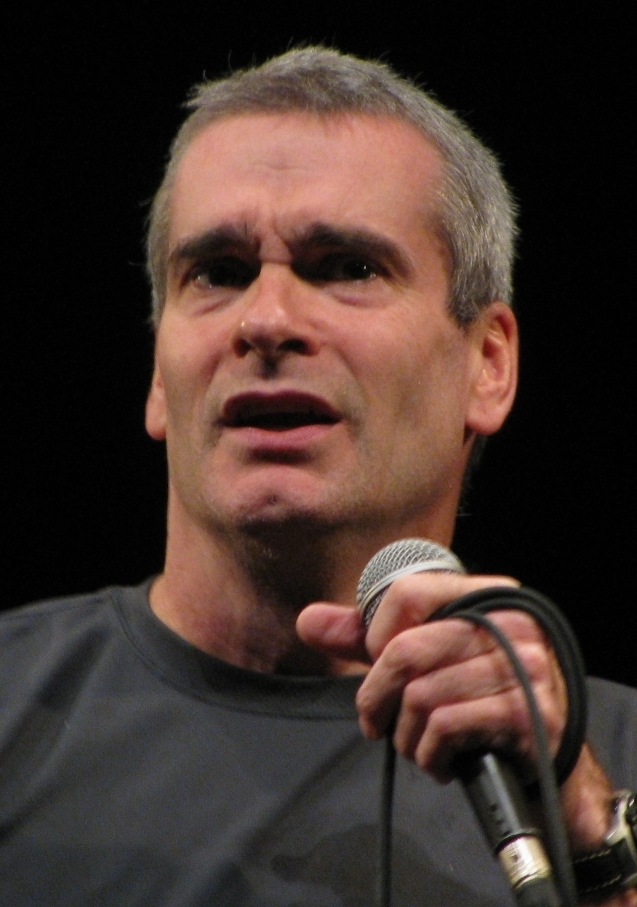
Генри Роллинз получил в основном положительные отзывы критиков за озвучивание Захира.

Ребекка Лонг из Polygon написала, что «в отличие от Амона, который использует недовольство угнетённых для личной выгоды, и Уналака, который манипулирует Коррой для открытия порталов в мир духов, чтобы слиться с Ваату и стать Тёмным Аватаром, система убеждений Захира подлинна и не направлена на получение власти». Журналистка отметила, что персонаж «показан не только как мелочный анархист».
Льюис Кемнер из Comic Book Resources подчеркнул, что Захир «терпеливый и осторожный». Он пишет: «Это то, что отличает Захира от таких злодеев, как Зуко, адмирала Джао или других вспыльчивых людей. Напротив, Захир знает, что он должен делать, но готов планировать последующие шаги и выжидать нужного момента». Журналист также провёл аналогию Захира с Бейном из фильма «Тёмный рыцарь: Возрождение легенды», поскольку персонаж «Легенды о Корре» убил Царицу Земли и посеял хаос. Ещё Кемнер отметил верность Захира друзьям.
Кемнер также рассматривал Захира и Кувиру в статье для Screen Rant. В ней он затронул философию персонажа, написав, что Захир «искренне верит» в то, что анархия — «это путь к свободе». Журналист подчеркнул его непредсказуемость, отметив, что «такой персонаж, как Захир, по-прежнему будет иметь последовательное мировоззрение и цель, но трудно предвидеть, как он будет достигать её».
Макс Николсон из IGN назвал Захира «одним из самых грозных и устрашающих злодеев мультсериала», высоко оценив эффективность его действий как антагониста, которые серьёзно подорвали статус Корры как Аватара. Его коллега, Мэтт Фоулер, включил финальную битву Захира с Коррой в эпизоде «Яд Красного лотоса» в топ 15 лучших сражений, показанных на телевидении в 2014 году, и написал, что персонаж олицетворял в ней Супермена.
Зак Блюменфелд из Paste поставил Захира на 10 место в топе лучших персонажей из вселенной «Аватара» и написал, что «он самый морально неоднозначный злодей». Кевин Таш из Collider включил персонажа в топ лучших злодеев франшизы.